# Kovács D. Dániel
Kovács D. Dániel (Pécs, 1986. november 12. –) Junior Prima-díjas magyar színházrendező, egyetemi oktató.

## Élete
2005 és 2010 között az Eötvös Loránd Tudományegyetem angol szakán és színháztudomány programján tanult, majd 2011-től a Színház- és Filmművészeti Egyetem színházrendező szakán folytatta tanulmányait Székely Gábor és Bodó Viktor osztályában, ahol 2015-ben diplomázott. 2013-tól 2015-ig a Szputnyik Hajózási Társaságban rendező . 2015-2017 között a Vígszínház társulatának tagja. 2017-től szabadúszó. A Színház- és Filmművészeti Egyetem tanára 2021-ig. 2019-ben alapítója a Narratíva Kollektíva nevű formációnak.

## Főbb Rendezései
- NCK – Fantommajmok
- Démonvariációk – Fantommajmok
- Bureau – Universität Mozarteum, Salzburg
- Reflex (Závada Péter) – Szputnyik Hajózási Társaság
- Üvegfal Mögött (R. Merle) – Katona József Színház, Bp
- Baal (B. Brecht) – Szputnyik Hajózási Társaság
- akezdetvége (S. O'Casey)- Szputnyik Hajózási Társaság
- Heilbronni Katica (H. v. Kleist) – Szputnyik Hajózási Társaság
- Cukor Kreml (V. Szorokin nyomán Fekete Ádám) – Katona József Színház, Bp
- Haramiák (F. Schiller) – Pesti Színház
- Ahogy Tetszik (W. Shakespeare) – Katona József Színház, Bp
- Don Juan (B. Brecht) – Pesti Színház
- Szentivánéji Álom (W. Shakespeare) – Vígszínház
- Leonce és Léna (G. Büchner) – Vörösmarty Színház, Székesfehérvár
- Berlin Alexanderplatz (A. Döblin) – Katona József Színház, Budapest
- Secondhand – szovjetűdök – Örkény István Színház, Budapest
- Kurázsi és gyerekei (B. Brecht) – Narratíva Kollektíva – Radnóti Tesla Labor
- 33 változat Haydn koponyára (Esterházy Péter) – Örkény István színház, Budapest
- Rovarok élete (V. Pelevin/Závada Péter) – Móricz Zsigmond Színház, Nyíregyháza
- Demerung (Csehov Meggyeskertje) – Narratíva Kollektíva – Jurányi Inkubátorház, Budapest
- Jean-Paul Marat üldöztetése és meggyilkolása, ahogy a charentoni elmegyógyintézet színjátszói előadják De Sade úr betanításában (Peter Weiss) – SZFE Ódry Színpad
- Schroffenstein Család (H. Kleist) – Szigligeti Színház, Nagyvárad
- Én, a féreg (Kárpáti Péter) – Szigligeti Színház, Nagyvárad
- Liliom (Molnár Ferenc) – Örkény Színház
- Prudencia Hart különös kivetkezése (D. Greig) – Stúdió K, Budapest

## Díjai, kitüntetései
- A legjobb független színházi előadás: Demerung (Csehov Meggyeskertje) – [Narratíva Kollektíva] Színikritikusok céhe 2021/22[8]
- A legjobb független színházi előadás: A HEILBRONNI KATICA (Szputnyik Hajózási Társaság, rendeztő: Kovács D. Dániel) Színikritikusok céhe 2014/15
- Junior Príma-díj (2015)
- Legígéretesebb pályakezdő (Színikritikusok céhe 2015/16)